# Riot Act
Riot Act es el séptimo disco de estudio realizado por Pearl Jam el 12 de noviembre del 2002. Ha sido el disco que ha tenido las ventas más flojas, vendiendo solamente 166 000 copias en su primera semana de lanzamiento. 
Igualmente le alcanzó para ser disco de oro por la RIAA y platino en Australia
Al igual que con su producción anterior, Pearl Jam realizó una gira mundial de promoción de su disco durante todo el año 2003, visitando en esta ocasión, además de Estados Unidos y Canadá, Australia, Japón y, por primera vez en su carrera, México. También para esta gira lanzaron a la venta la serie de bootlegs o grabaciones en vivo de todos sus conciertos, sin embargo, la totalidad de los discos solamente era disponible a través de su página oficial y sólo unos cuantos fueron distribuidos comercialmente en tiendas, a diferencia que la serie de bootlegs del 2000, que todos fueron distribuidos a tiendas.

## Canciones
1. Can't Keep (Vedder) - 3:39
2. - "Save You" (Ament/Cameron/Gossard/McCready/Vedder) - 3:50
3. - "Love Boat Captain" (Gaspar/Vedder) - 4:36
4. Cropduster (Cameron/Vedder) - 3:51
5. Ghost (Ament/Vedder) - 3:15
6. I Am Mine (Vedder) - 3:35
7. Thumbing My Way (Vedder) - 4:10
8. - "You Are" (Cameron/Vedder) - 4:30
9. Get Right (Cameron) - 2:38
10. Green Disease (Vedder) - 2:41
11. Help Help (Ament) - 3:35
12. Bu$hleaguer (Gossard/Vedder) - 3:57
13. 1/2 Full (Ament/Vedder) - 4:10
14. Arc (Vedder) - 1:05
15. All Or None (Gossard/Vedder) 4:37

### Canciones no incluidas
Los sencillos del álbum incluyeron tres lados B de las sesiones de grabación de Riot Act que no se incluyeron en el álbum: "Down", "Undone" y "Other Side". "Down" y "Undone" fueron lados B en el sencillo "I Am Mine", y "Other Side" apareció en los sencillos "Save You" y "Love Boat Captain". Las tres canciones se incluyeron en la colección de rarezas Lost Dogs de 2003, aunque "Undone" apareció en una forma ligeramente diferente. McCready dijo que "Down" salió más liviano de lo previsto, y finalmente quedó fuera de Riot Act porque no encajaba con las otras canciones del álbum. También se grabó durante las sesiones el 20/04/02, una canción en honor al líder de Alice in Chains, Layne Staley, que Vedder escribió el mismo día que escuchó la noticia de la muerte de Staley. Según Vedder, "20/04/02" no se incluyó en Riot Act porque la banda ya tenía demasiadas canciones. También se incluyó en Lost Dogs, aunque en forma de una pista oculta. Se intentó una grabación de "Severed Hand", una canción que luego apareció en el próximo álbum de estudio de la banda, Pearl Jam, durante las sesiones de grabación; Sin embargo, la banda solo pasó unas horas en la canción antes de que fuera archivada. "Last Soldier", que apareció en el sencillo navideño del club de fanes de la banda en 2001 como una versión en vivo grabada en el Bridge School Benefit de 2001, fue escrita por McCready después del 11 de septiembre de 2001. McCready dijo que la banda tocó la canción, pero nunca en serio consideró grabarlo para la Ley Antidisturbios

## Artista invitado
- Boom Gaspar - Teclados, Órgano

## Sencillos
- I Am Mine / Down (2002) (Algunas versiones también contienen Bu$hleaguer y Undone)
- "Save You" / Other Side (2003)
- "Love Boat Captain" / Other Side (2003)